# Thierno Faty Sow
Thierno Faty Sow (ur. 23 grudnia 1941 w Thiès, zm. 6 listopada 2009 w Dakarze) – senegalski reżyser i scenarzysta filmowy. Znany przede wszystkim ze współpracy z reżyserem Ousmanem Sembènem. Ich wspólny film Obóz w Thiaroye (1988) zdobył sześć nagród na 45. MFF w Wenecji, w tym Grand Prix Jury. Był to czwarty film fabularny w dorobku reżyserskim Sowa, który był również autorem dialogów.